# Jigar
Pour plus de détails, voir Fiche technique et Distribution.
Jigar (hindi : जिगर) est un film indien réalisé par Farogh Siddique en 1992. Le film s'inspire du blockbuster américain Bloodsport.

## Fiche technique
- Titre original : Jigar
- Réalisation : Farogh Siddique
- Scénario : Veeru Devgan
- Musique : Anand-Milind
- Production : Saba Akhtar
- Pays d'origine :  Inde
- Langue originale : hindi
- Genre : drame, romance
- Dates de sortie : 
  -  Inde : 23 octobre 1992

## Distribution
- Ali Ishrat : Pandey Manish
- Ajay Devgan : Raj « Raju » Verma
- Karishma Kapoor : Suman
- Ishrat Ali : Manish Pandey
- Salim Khan : Roshan Gupta
- Gulshan Grover : l'inspecteur Pradhan

## Musique
| No | Titre                  | Chanteurs                        |
| -- | ---------------------- | -------------------------------- |
| 1  | Pyar Ke Kagaz Pe       | Abhijeet, Sadhana Sargam         |
| 2  | Tujhko Bahon Mein Bhar | Udit Narayan, Sadhana Sargam     |
| 3  | Ek Pal Ek Din          | Pankaj Udhas, Sadhana Sargam     |
| 4  | Mere Dil Ko Karrar     | Udit Narayan, Sadhana Sargam     |
| 5  | Log Barson Juda        | Kavita Krishnamurthy             |
| 6  | Mohabbat Hai Khushboo  | Mohammad Aziz                    |
| 7  | Aaye Hum Barati        | Kumar Sanu, Kavita Krishnamurthy |

## Box office
Le film a engrangé plus de 90 000 000 de roupies indiennes ce qui en fait un hit ; il s'agit du premier succès de Karishma Kapoor.